# Treboni Garucià
Treboni Garucià (en llatí Trebonius Garucianus) va ser un administrador romà del segle i.
Va ser procurator d'Àfrica, càrrec que ocupava a la mort de Neró l'any 68. Va executar Luci Clodi Màcer, governador provincial, per ordre de Galba, quan Clodi s'havia revoltat reclamant l'imperi.